# Vittore Belliniano
Vittore di Matteo, più noto come Vittore Belliniano (1456 circa – 1529), è stato un pittore italiano, cittadino della Repubblica di Venezia, attivo nei primi decenni del XVI secolo.

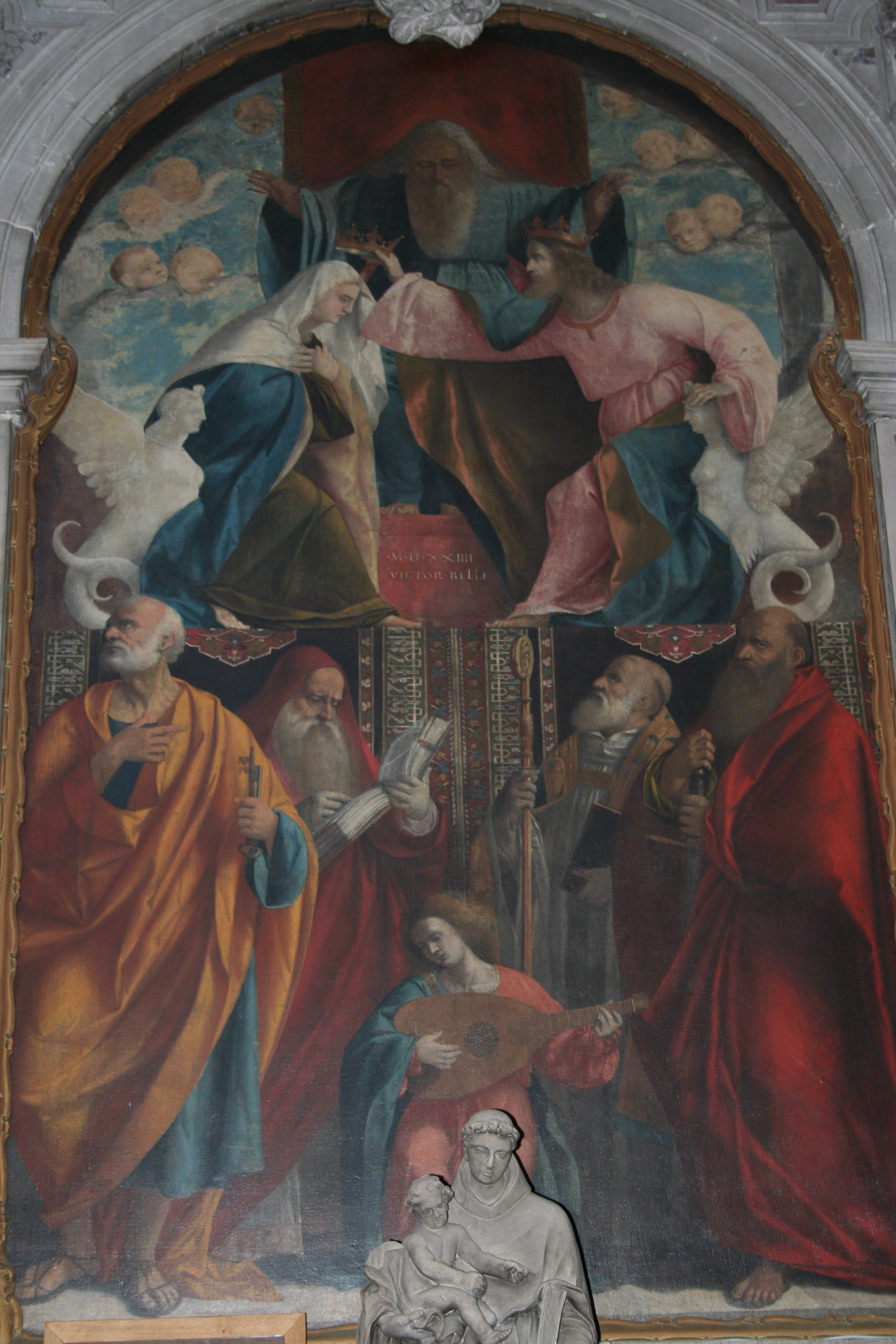
Incoronazione della Vergine, pala d'altare della chiesa dei SS. Vito e Modesto, Spinea (1524)

Figlio di Matteo, allievo di Gentile Bellini, alla morte di quest'ultimo nel 1516 ne ereditò la bottega e le commissioni di maggior prestigio, e soprattutto collaborò lungamente con il fratello di Gentile, Giovanni Bellini, del quale fu uno dei continuatori.
La sua prima opera certificata e risalente al 1505 è il ritratto del maestro eseguito nel perfetto stile gentiliano.
Due anni dopo aiutò Giovanni Bellini nei lavori alla Sala del Maggior Consiglio in Palazzo Ducale (Venezia).
Durante l'anno 1518 realizzò il Ritratto di giovane implorante il Crocifisso e due anni dopo firmò la Sacra conversazione consegnata alla Chiesa di San Nicolò (Treviso).
Nel 1521 eseguì una delle sue opere più significative, il Ritratto di gentiluomo, di buon valore artistico contraddistinto da un pregevole gioco di luci e ombre in stile cinquecentesco.
Nel 1526 consegnò e firmò la maestosa tela del Martirio di S.Marco, commissionata a Giovanni Bellini dalla Scuola Grande di San Marco veneziana, ma non terminata dal maestro.

## Opere
- Devoto in adorazione del Crocifisso, Bergamo, Accademia Carrara.
- Madonna con Bambino tra San Giovanni Battista e S. Elisabetta, Venezia, Gallerie dell'Accademia.
- Incoronazione della Vergine tra S. Pietro, S. Girolamo, S. Agostino e S. Paolo, Spinea, pala d'altare della chiesa Arcipretale dei ss. Vito e Modesto (1524).
- Sacra Conversazione, Chiesa di Zero Branco.
- Martirio di San Marco, Venezia, Scuola Grande di San Marco (1526)
- Natività, Rovereto, Museo Civico (1520 ca.).
- Cristo Morto, Venezia, Scuola Grande di San Rocco.
- Ritratto di Giovanni Bellini, Museo di Chantilly (1505)